# دیه‌گو گوچو
دیه گو گوچو (به پرتغالی: Diego "Gaúcho" Goldim) مدافع اهل برزیل است که در شهر پورتو الگره و در تاریخ ۱۵ نوامبر ۱۹۸۱ به دنیا آمده‌است.
دیه گو گوچو در تیم‌های فوتبال Campinas سابقهٔ حضور دارد.